# Emmanuel Issoze-Ngondet
Emmanuel Issoze-Ngondet (ur. 2 kwietnia 1961 w Makokou, zm. 11 czerwca 2020 w Libreville) – gaboński polityk, od 2016 do 2019 premier Gabonu.

## Życiorys
Urodził się w 1961 roku.
Swoją karierę polityczną związał z Gabońską Partią Demokratyczną. 29 września 2016, podczas kadencji prezydenta Alego Bonga Ondimby, Issoze-Ngondet objął urząd premiera Gabonu, zastępując na stanowisku Daniela Ona Ondo, również polityka Gabońskiej Partii Demokratycznej. Funkcję pełnił do 15 stycznia 2019, kiedy nowym premierem został Julien Nkoghe Bekale.